# Sunfish Lake
Sunfish Lake – miasto w Stanach Zjednoczonych, w stanie Minnesota, w hrabstwie Dakota.